# Turks- och Caicosöarnas damlandslag i fotboll
Turks- och Caicosöarnas damlandslag i fotboll representerar Turks- och Caicosöarna i fotboll på damsidan. Dess förbund är Turks and Caicos Islands Football Association (Turks- och Caicosöarnas fotbollsförbund).